# Warmtemolen
Een warmtemolen is een windmolen die rotatie-energie middels een mechanische omzetter direct omzet naar warmte. 

## Werking
De omzetting van mechanische naar thermische energie gebeurt door middel van een zogenaamde waterrem, een grote mixer die het water opwarmt door het in beweging te brengen. 
Door gebruik te maken van een warmtewisselaar kan de windenergie ook worden gebruikt om koude te genereren.

## Voor- en nadelen
Ten opzichte van de anno 2019 gebruikelijke windturbine, die de opgewekte energie omzet in elektriciteit, heeft een warmtemolen een aantal voor- en nadelen. Het grootste nadeel is dat de opgewekte warmte lokaal moet worden gebruikt, omdat het transport van warmte over grotere afstanden veel verliezen oplevert. Dit nadeel heeft elektriciteit juist niet. Maar met een relatief kleine molen voor een dorp, industrieterrein of stadswijk kan met hoog rendement de lokale warmtevraag worden bediend, en de opslag van thermische energie is goedkoper dan de opslag van elektrische energie.
Een bijkomend voordeel is dat de mechaniek van een warmtemolen relatief simpel is. Er zijn in de basis geen elektrische onderdelen, zodat een molen van metaal en hout kan worden gefabriceerd.

## Toepassingen
Al in 1981 berichtte de Rabobank dat een warmtemolen potentieel gebruikt kan worden voor het verwarmen van kassen. Dit kwam ook in 1986 in een onderzoek van het ministerie van Economische Zaken naar voren.